# INS Dhruv (A40)
INS Dhruv (A40) je plavidlo pro sledování letu balistických raket a testů zbraňových systémů zařazené do Indického námořnictva a sloužící zejména k vývoji indické protiraketové obrany. Indické námořnictvo plavidlo označuje jako Ocean Surveillance Ship (OSS). Před přidělením jména bylo plavidlo označováno VC11184. Ve službě je od roku 2021. Provozovat jej budou společně indická zpravodajská organizace National Technical Research Organisation (NTRO), vývojová organizace Defence Research and Development Organisation (DRDO) a indické námořnictvo.

## Stavba
Plavidlo bylo navrženo indickou společností Vik-Sandvik Design India (VSDI) a jeho stavbou byla pověřena ministerstvem obrany vlastněná loděnice Hindustan Shipyard Limited (HSL) ve Višákhapatnamu. Cena plavidla je odhadována na 231 milionů dolarů. Stavba proběhla v rámci tajného projektu na jehož realizaci přímo dohlížel úřad indického premiéra, a to prostřednictvím poradce pro národní bezpečnost. Je to režim utajení podobný od 70. let 20. století probíhajícímu vývoji indických raketonosných jaderných ponorek třídy Arihant. Stavba plavidla proběhla v krytém doku, aby nemohla být sledována satelity. Práce byly zahájeny roku 2013. Kýl plavidla byl položen 30. června 2014. V červenci 2018 byly zahájeny přístavní zkoušky plavidla, na které v březnu 2019 navázaly námořní zkoušky. Do služby bylo plavidlo přijato 10. září 2021 na základně ve Višákhapatnamu.

## Konstrukce

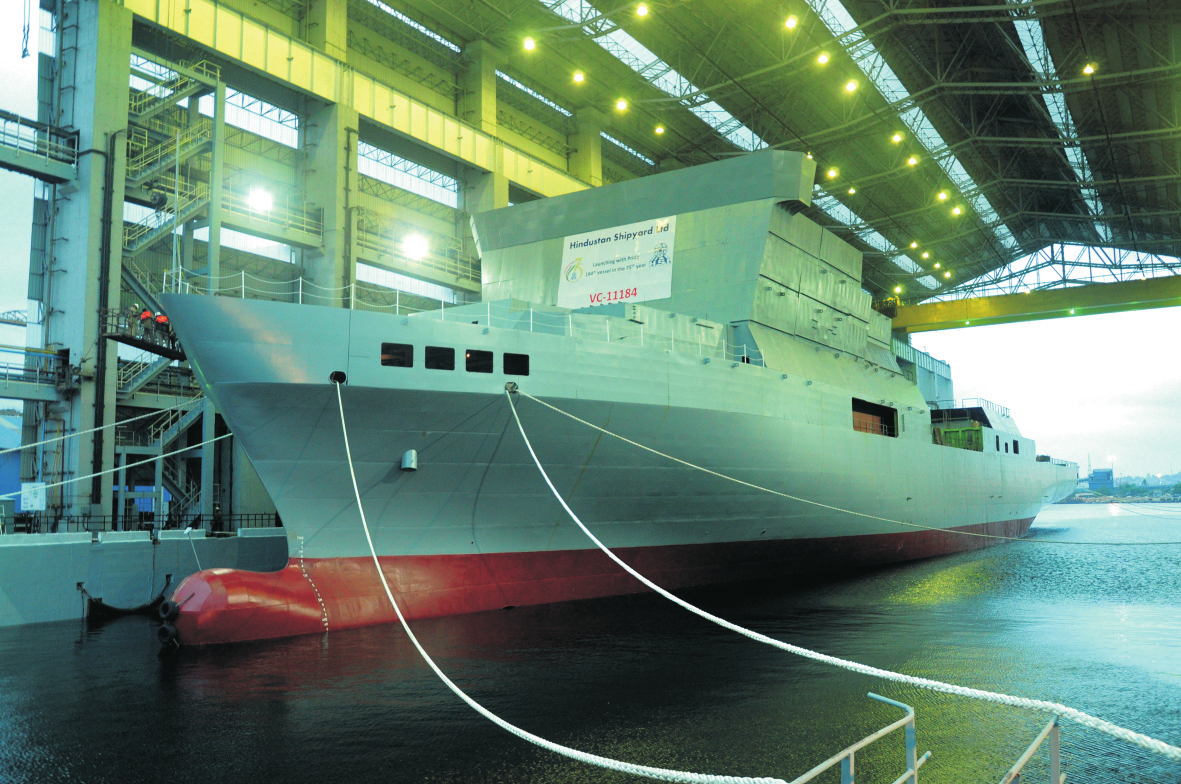
Rozestavěné plavidlo INS Dhruv je spouštěno v loděnice Hindustan Shipyard Limited

Prostorná horní paluba umožňuje instalaci speciálního vybavení, například dvou radarů typu AESA pracujících v pásmech S a X. Na zádi se nachází přistávací plocha a hangár pro vrtulník. Pohonný systém je koncepce CODAD. Tvoří jej dva diesely o výkonu 9 000 kW. Nejvyšší rychlost dosahuje 21 uzlů.